# اونلیق
اونلیق یکی از روستاهای استان آذربایجان شرقی است که در دهستان تیرچایی بخش کندوان شهرستان میانه واقع شده‌است.
روستای آونلیق تشکیل شده از مردمان با فرهنگ چندین روستا با وسعت چند صد هزار هکتار اراضی وبا قدمت چندین قرن در دهستان تیرچائی می باشد.
روستای اونلیق مسیر توقفگاه و اقامتگاه چندین شاه ایرانی 《شاه یول کچن 》واقع شده در مسیرجاده بین المللی ابریشم مسیر تردد توریست و در قدیم به عنوان مسیر تجارت ابریشم یاد میشود
این روستا همچنین مسیر جاده قدیم شوسه تهران به تبریز و بالعکس و نیز مسیر لوله های انتقال و صادرات  نفت ودیگر میعانات نفتی 《لوله یولی》به دیگر کشورها همچون ترکیه می باشد.
روستای اونیه به تازگی درمسیر راه آهن تبریز 《خاوران》به میانه و  در ادامه تهران به مشهد نیز قرار گرفته است.
آونلیق دربخش کندوان به دلیل وجود انبوه درختان باغ زردآلو《اریهلیه باغی》 و بادام و به سرسبزی معروف است.
این روستا با اهالی کوشا و تحصیل کرده ای که دارد افتخار آن را دارد که در اکثر اداره جات دولتی شهرستان میانه چه به عنوان رئیس اداره و چه کارمند و یا  معلم و مدیر مدرسه  خدمت گذار مردم می باشند.
از سوغاتی روستای آونلیق به نان تنوری تازه 《کندچورگی》و فطیر محلی 《ایشلی فطیر》که زبان زد عموم است نیز میتوان اشاره کرد.